# Marshall County (Oklahoma)
Marshall County ist ein County im Bundesstaat Oklahoma der Vereinigten Staaten. Der Verwaltungssitz (County Seat) ist Madill. Das U.S. Census Bureau hat bei der Volkszählung 2020 eine Einwohnerzahl von 15.312 ermittelt.

## Geographie
Das County liegt im Süden von Oklahoma, grenzt an Texas und hat eine Fläche von 1106 Quadratkilometern, wovon 145 Quadratkilometer Wasserfläche sind. Es grenzt im Uhrzeigersinn an folgende Countys: Johnston County, Bryan County, Grayson County (Texas), Love County und Carter County.

## Geschichte
Marshall County wurde am 16. Juli 1907 als Original-County aus Chickasaw-Land gebildet. Benannt wurde es nach Elizabeth Ellen Marshall Henshaw, der Mutter von George Henshaw. Henshaw war Delegierter auf der Verfassungsgebenden Versammlung von Oklahoma.
Fünf Bauwerke und Stätten des Countys sind im National Register of Historic Places (NRHP) eingetragen (Stand 4. Juni 2018).

## Demografische Daten

Alterspyramide des Marshall County

Nach der Volkszählung im Jahr 2000 lebten im Marshall County 13.184 Menschen in 5.371 Haushalten und 3.802 Familien. Die Bevölkerungsdichte betrug 14 Einwohner pro Quadratkilometer. Ethnisch betrachtet setzte sich die Bevölkerung zusammen aus 77,99 Prozent Weißen, 1,84 Prozent Afroamerikanern, 9,10 Prozent amerikanischen Ureinwohnern, 0,19 Prozent Asiaten, 0,01 Prozent Bewohnern aus dem pazifischen Inselraum und 6,17 Prozent aus anderen ethnischen Gruppen; 4,71 Prozent stammten von zwei oder mehr Ethnien ab. 8,60 Prozent der Bevölkerung waren spanischer oder lateinamerikanischer Abstammung.
Von den 5.371 Haushalten hatten 27,3 Prozent Kinder unter 18 Jahre, die im Haushalt lebten. 58,1 Prozent waren verheiratete, zusammenlebende Paare, 8,8 Prozent waren allein erziehende Mütter. 29,2 Prozent waren keine Familien, 26,4 Prozent waren Singlehaushalte und in 14,5 Prozent der Haushalte lebten Menschen im Alter von 65 Jahren oder darüber. Die durchschnittliche Haushaltsgröße betrug 2,40 und die durchschnittliche Familiengröße betrug 2,87 Personen.
23,5 Prozent der Bevölkerung waren unter 18 Jahre alt, 7,5 Prozent zwischen 18 und 24, 24,1 Prozent zwischen 25 und 44, 25,5 Prozent zwischen 45 und 64 und 19,5 Prozent waren 65 Jahre oder älter. Das Durchschnittsalter betrug 41 Jahre. Auf 100 weibliche Personen kamen 96,5 männliche Personen. Auf 100 Frauen im Alter von 18 Jahren oder darüber kamen 93,6 Männer.
Das jährliche Durchschnittseinkommen eines Haushalts betrug 26.437 USD und das durchschnittliche Einkommen einer Familie betrug 31.825 USD. Männer hatten ein durchschnittliches Einkommen von 25.201 USD gegenüber den Frauen mit 19.932 USD. Das Prokopfeinkommen betrug 14.982 USD. 13,5 Prozent der Familien und 17,9 Prozent der Bevölkerung lebten unterhalb der Armutsgrenze.